# 扼殺

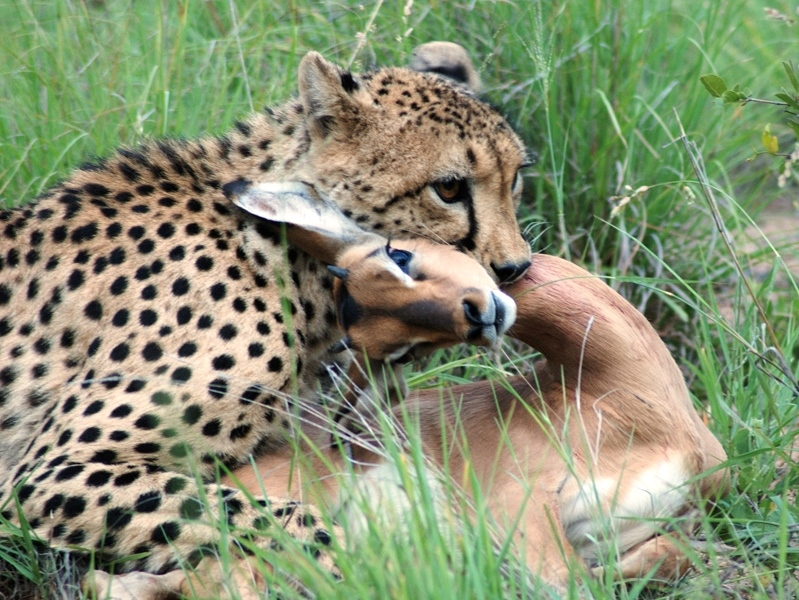
一只猎豹正在扼杀黑斑羚，攝於南非廷巴瓦蒂禁猎区

扼殺又稱勒死、絞殺，是一種襲擊方式，襲擊者會讓被害者颈部受压，這樣可能会导致被害者大脑缺氧状态加剧，从而导致失去知觉以及死亡。有的時候扼殺不一定會致命，在窒息式性愛和窒息游戏中也會做出扼杀這一動作 。